# Bark at the Moon (singolo)
Bark at the Moon è un singolo del cantante britannico Ozzy Osbourne, prima traccia dell'omonimo album del 1983.

## Descrizione
Scritta e composta interamente dallo  stesso Osbourne e registrata dopo la morte del chitarrista Randy Rhoads, Bark at the Moon parla di un mitico mostro che prima terrorizza una città, quindi viene abbattuto ed in seguito risorge vendicandosi portando ancora più distruzione nella stessa.
La canzone fu oggetto di una cover del gruppo punk Strung Out nel loro album Punk Goes Metal. Altra famosa cover è quella del gruppo industrial metal Violent Wark Of Art dell'album Ozzifield del 1998.
Un'altra cover è presente nel videogioco per PlayStation 2 Guitar Hero dove, assieme a Cowboys from Hell dei Pantera, è considerata tra le più difficili del gioco in quanto è l'ultima ad essere sbloccata nella lista principale. È stata inoltre pubblicata una versione scaricabile per la versione Xbox 360 di Guitar Hero II.
La canzone compare anche nel videogame Grand Theft Auto: Vice City, dove si può ascoltare nella stazione radio V-Rock.

## Video musicale
Il videoclip mostra uno scienziato, interpretato da Osbourne, che si tramuta accidentalmente in un mostro, il quale verrà ucciso ma risorgerà ancora come un uomo libero.

## Formazione
- Ozzy Osbourne - voce
- Jake E. Lee - chitarra
- Bob Daisley - basso
- Don Airey - tastiera
- Tommy Aldridge - batteria